# Timor Wschodni na Letnich Igrzyskach Olimpijskich 2020
Timor Wschodni na Letnich Igrzyskach Olimpijskich 2020 – występ kadry sportowców reprezentujących Timor Wschodni na igrzyskach olimpijskich, które odbyły się w Tokio w Japonii, w dniach 23 lipca - 8 sierpnia 2021 roku.
Reprezentacja Timoru Wschodniego liczyła troje zawodników - dwóch mężczyzn i jedną kobietę, którzy wystąpili w 2 dyscyplinach.
Był to szósty start tego kraju na letnich igrzyskach olimpijskich, licząc udział w igrzyskach w Sydney, podczas których sportowcy z tego państwa startowali pod flagą olimpijską.

## Reprezentanci

### Lekkoatletyka
| Zawodnik           | Konkurencja             | Eliminacje | Eliminacje | Półfinał | Półfinał | Finał | Finał   |
| Zawodnik           | Konkurencja             | Czas       | Miejsce    | Czas     | Miejsce  | Czas  | Miejsce |
| ------------------ | ----------------------- | ---------- | ---------- | -------- | -------- | ----- | ------- |
| Felisberto de Deus | Bieg na 1500 m mężczyzn | 3:51,03    | 42.        | NQ       | NQ       | NQ    | NQ      |

### Pływanie
Mężczyźni
| Zawodnik             | Konkurencja   | Eliminacje | Eliminacje | Półfinał | Półfinał | Finał | Finał   |
| Zawodnik             | Konkurencja   | Czas       | Miejsce    | Czas     | Miejsce  | Czas  | Miejsce |
| -------------------- | ------------- | ---------- | ---------- | -------- | -------- | ----- | ------- |
| José da Silva Viegas | 50 m dowolnym | 28,59      | 72.        | NQ       | NQ       | NQ    | NQ      |

Kobiety
| Zawodniczka    | Konkurencja   | Eliminacje | Eliminacje | Półfinał | Półfinał | Finał | Finał   |
| Zawodniczka    | Konkurencja   | Czas       | Miejsce    | Czas     | Miejsce  | Czas  | Miejsce |
| -------------- | ------------- | ---------- | ---------- | -------- | -------- | ----- | ------- |
| Imelda Ximenes | 50 m dowolnym | 32,89      | 78.        | NQ       | NQ       | NQ    | NQ      |